# 55755 Бліте
55755 Бліте (55755 Blythe) — астероїд головного поясу, відкритий 6 жовтня 1991 року.
Тіссеранів параметр щодо Юпітера — 3,538.